# Babuše

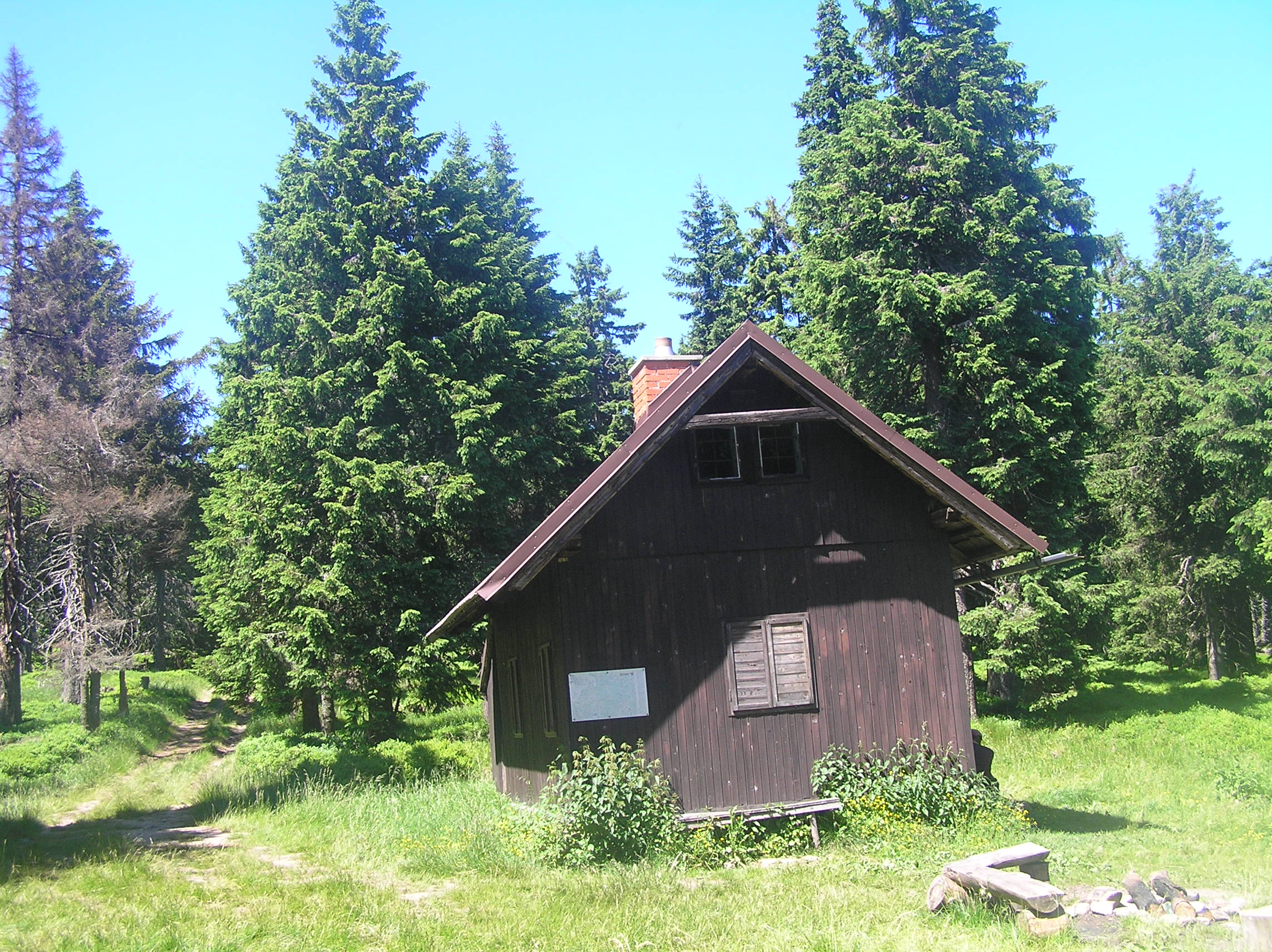
Chata Babuše

Babuše je dřevěná chata v moravské části pohoří Králický Sněžník, která se nachází v sedle jihovýchodně od hory Podbělka. V projektu Tisícovky Čech, Moravy a Slezska tak byla pojmenována kóta mezi horami Podbělka a Souš, pro kterou dosud nebyl název (kromě německého See Kuppe). Nadmořská výška je 1246 m. Celá hora leží v Olomouckém kraji. Hora je součástí hřbetu, který vybíhá jižně až jihovýchodně od hory Podbělka. Od kóty pojmenované Babuše pokračuje hřbet k jihu až jihovýchodu přes další sedlo k hoře Souš. Ze svahů hory odtéká voda do přítoků Malé Moravy a Prudkého potoka.

## Vegetace
Ve vrcholové části se nachází horské smrčiny. Maloplošně se zde vyskytují podmáčená až zrašelinělá místa, na nich najdeme podmáčené smrčiny. Místy se nacházejí větší či menší kalamitní holiny pomalu zarůstající mlazinami.

## Ochrana přírody
Oblast vrcholu hory v NPR Králický Sněžník a EVL Králický Sněžník, ale leží už mimo Ptačí oblasti Králický Sněžník.